# Só Falta Você
Só falta você é o título de uma canção escrita pelo compositor Joilson Borges, e gravada por Guilherme & Santiago originalmente no álbum "Guilherme & Santiago - Vol. 4", em 2000. Foi gravada novamente no disco "O Nosso Amor", de 2003, ano em que realmente estourou nás rádios e nas paradas de sucesso. A canção é um grande sucesso de Guilherme & Santiago e foi gravada em vários outros discos da dupla, além de estar sempre presente em seus shows. Também foi gravada pelo Bonde do Forró e por Carlos & Allan.

## Desempenho nas paradas

### Posições
| País   | Parada         | Melhor posição |
| ------ | -------------- | -------------- |
| Brasil | Brasil Hot 100 | 36             |